# 米沢市立広幡小学校
米沢市立広幡小学校（よねざわしりつ ひろはたしょうがっこう）は山形県米沢市にある公立小学校。

## 教育目標
- 未来を拓く　自ら考え、主体的に行動する広幡っ子

## 沿革
- 1924年（大正13年） - 創立
- 1941年（昭和16年）4月1日 - 国民学校令により　広幡国民学校に改称
- 1947年（昭和22年）4月1日 - 学制改革により、広幡村立広幡小学校に改称
- 1954年（昭和29年）10月1日 - 米沢市との合併で米沢市立広幡小学校と改称

## 通学区域
- 広幡町成島、広幡町小山田、広幡町上小菅、下小菅、広幡町沖仲、広幡町京塚、広幡町大沢[3]

## 進学先中学校
- 公立学校は、第六中学校へ進学[3]。